# Mike Shinoda

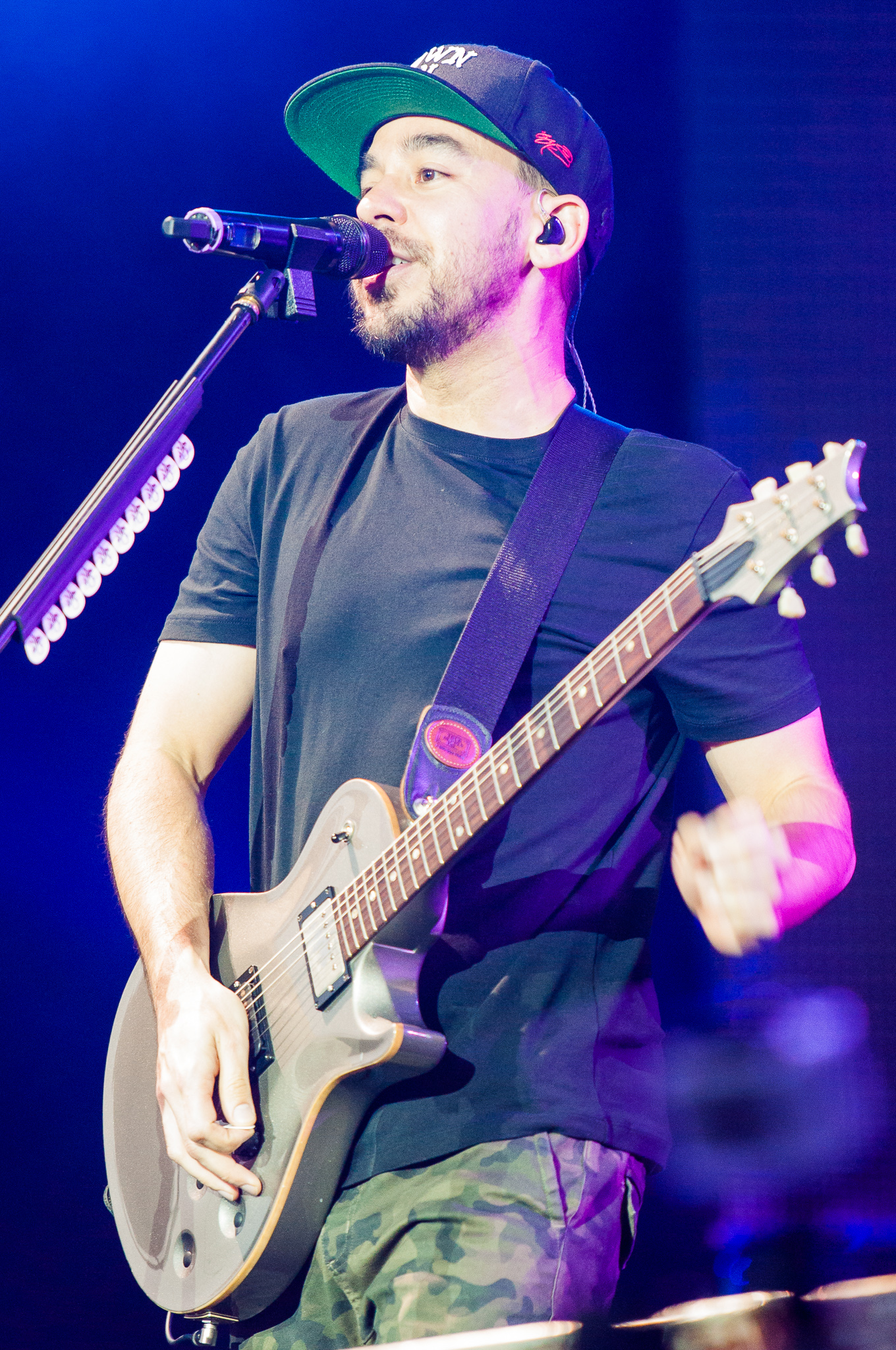
Mike Shinoda bei Rock im Park in Nürnberg (2014)

Michael Kenji „Mike“ Shinoda (* 11. Februar 1977 in Agoura Hills, Kalifornien) ist ein US-amerikanischer Musiker. Er ist Rapper, Sänger, Keyboarder und Gitarrist und ein Gründungsmitglied der Band Linkin Park. Von den Bandmitgliedern wird er unter anderem auch The Glue genannt.

## Leben
Shinodas Vater ist Amerikaner japanischer Herkunft, während seine Mutter europäische Wurzeln hat. Shinoda wuchs mit seinem jüngeren Bruder Jason in Agoura Hills, einem Vorort von Los Angeles, auf. Shinoda zeichnete sehr gerne und lernte bereits mit sechs Jahren klassisches Klavier zu spielen, experimentierte aber bereits mit 13 Jahren in Richtung Jazz, Blues und Hip-Hop. In der Schule lernte er den Gitarristen Brad Delson kennen und gründete mit ihm und einem weiteren Schulkameraden, dem Schlagzeuger Rob Bourdon, während der Highschool 1996 die Band Xero.
Mike Shinoda schrieb sich am Art Center College of Design in Pasadena ein und studierte Illustration und Grafikdesign. Er freundete sich mit dem Künstler und DJ Joseph Hahn an, der sich kurze Zeit darauf an den Turntables Shinodas Band Xero anschloss. Brad Delsons Mitbewohner, der Bassist David „Phoenix“ Farrell, komplettierte die Band.
Nach seinem Abschluss Bachelor of Arts In Illustration im Jahr 1998 arbeitete Shinoda als Grafikdesigner, tourte nebenher aber weiter mit Xero. Erst nach dem Hinzukommen von Chester Bennington im Jahre 1999 benannte sich die Band in Hybrid Theory um, was später der Titel des ersten Albums von Linkin Park war. Aufgrund möglicher rechtlicher Probleme (es existierte schon eine andere Band unter diesem Namen) wurde eine zweite Umbenennung vorgenommen und man einigte sich auf Linkin Park. Dieser Name geht auf den Lincoln Park in Santa Monica zurück, welcher heute aber eine andere Bezeichnung trägt. Linkin Park unterschrieb ihren Plattenvertrag mit Warner Bros. Records. Am 24. Oktober 2000 wurde das erste Album namens Hybrid Theory veröffentlicht. Shinoda war zusammen mit Hahn am Artwork beteiligt sowie an der Album-Produktion, am Mixing und weiteren technischen Details.

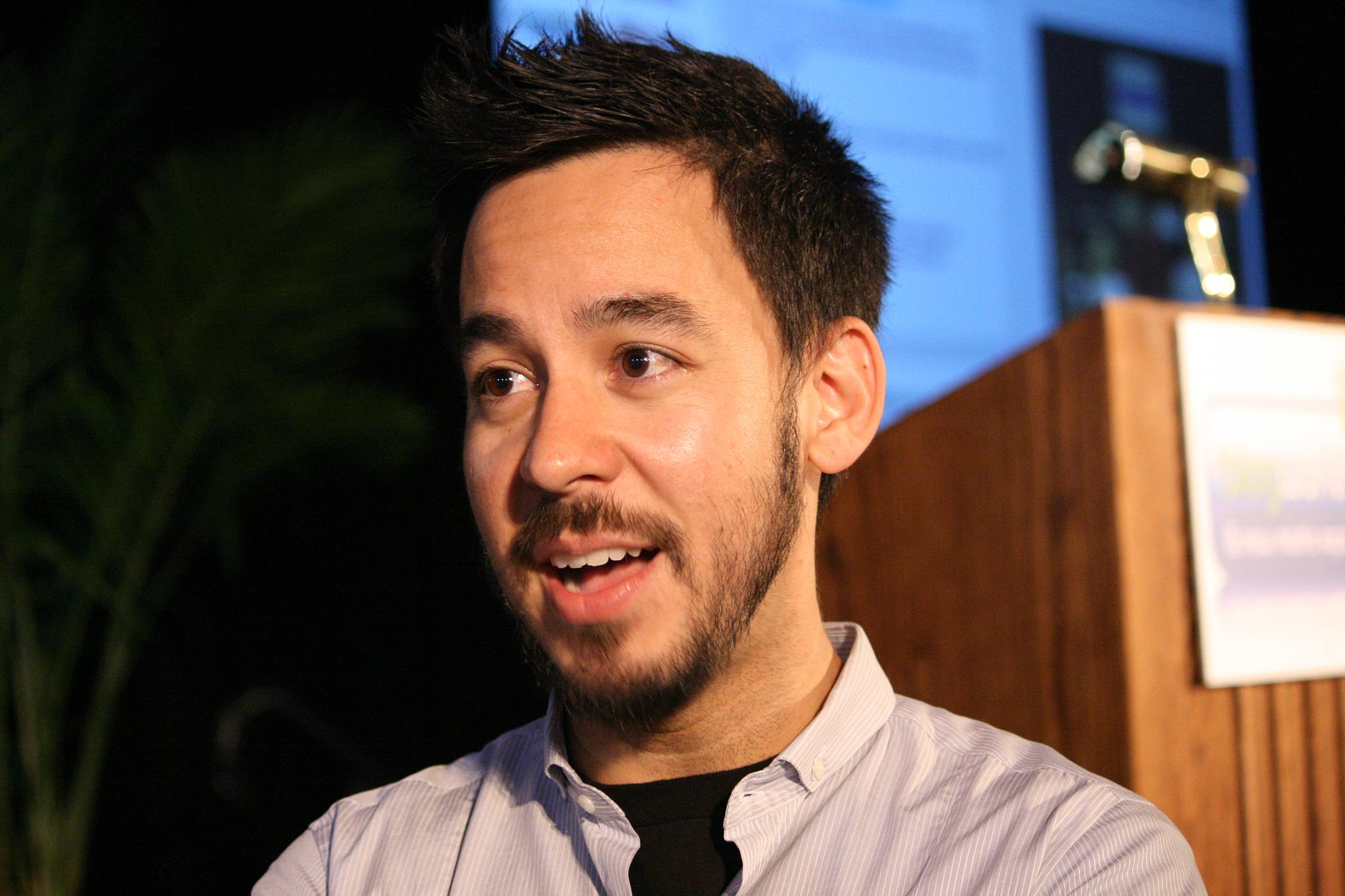
Mike Shinoda (2008)

Er designte zudem u. a. das Albumcover des Debütalbums 2000 Fold der Rap-Band Styles of Beyond.
Im Jahr 2001 gründeten Shinoda und seine Bandkollegen Linkin Park Underground (LPU), Linkin Parks offiziellen Fanclub. Auf deren Website erhalten Fans weltweit die Möglichkeit, sich untereinander über bevorstehende Projekte, Konzerte oder Veröffentlichungen auszutauschen. Ebenfalls 2001 gründeten Linkin Park ihr Konzertprojekt Projekt Revolution, das anfangs ausschließlich in den USA tourte, um Bands zu unterstützen, die Rock mit Hip-Hop kombinieren. Der große Erfolg führte 2008 jedoch zu einer Ausweitung bis nach Europa und dazu, gleichzeitig die Hilfsorganisation der Band, Music for Relief, unterstützen zu können. Mike Shinoda und Brad Delson gründeten 2002 das Musiklabel Machine Shop Recordings.
2004 rief Shinoda ein Stipendium am Art Center College of Design ins Leben. Es finanziert sich u. a. aus dem Verkauf seiner Arbeiten über seine Webseite. 2009 erhielt er die Ehrendoktorwürde humane letters des Art Centers.
2005 erschien das Debütalbum The Rising Tied seines Nebenprojektes Fort Minor. Es wurde von Jay-Z produziert, der zuvor an Linkin Parks Collision Course (2004) mitgearbeitet hatte.
Anfangs Rapper, Gitarrist und Keyboarder, übernahm Shinoda über die Zeit auch immer mehr Gesangsteile.
2008 fand Shinodas zweite öffentliche Ausstellung Glorious Excess (BORN) im Japanese American National Museum in Los Angeles statt. Eine zweite Installation dieser Reihe (Glorious Excess (DIES)) folgte im Januar 2009.
2018 wurde Shinodas Solo-Debütalbum Post Traumatic veröffentlicht.

## Privates
2003 heiratete er die Kinderbuchautorin Anna Hillinger. Mit ihr hat er drei Kinder.
2006 kaufte er in Beverly Hills die Luxus-Villa von Schauspieler Tom Arnold für 7,4 Millionen US-Dollar.

## Diskografie

### Studioalben
| Jahr | Titel                  | Höchstplatzierung, Gesamtwochen, AuszeichnungChartplatzierungen (Jahr, Titel, Platzierungen, Wochen, Auszeichnungen, Anmerkungen) | Höchstplatzierung, Gesamtwochen, AuszeichnungChartplatzierungen (Jahr, Titel, Platzierungen, Wochen, Auszeichnungen, Anmerkungen) | Höchstplatzierung, Gesamtwochen, AuszeichnungChartplatzierungen (Jahr, Titel, Platzierungen, Wochen, Auszeichnungen, Anmerkungen) | Höchstplatzierung, Gesamtwochen, AuszeichnungChartplatzierungen (Jahr, Titel, Platzierungen, Wochen, Auszeichnungen, Anmerkungen) | Höchstplatzierung, Gesamtwochen, AuszeichnungChartplatzierungen (Jahr, Titel, Platzierungen, Wochen, Auszeichnungen, Anmerkungen) | Anmerkungen                              |
| Jahr | Titel                  | DE | AT | CH | UK | US | Anmerkungen                              |
| ---- | ---------------------- | --- | --- | --- | --- | --- | ---------------------------------------- |
| 2018 | Post Traumatic         | DE2 (8 Wo.)DE | AT4 (3 Wo.)AT | CH7 (4 Wo.)CH | UK20 (1 Wo.)UK | US16 (2 Wo.)US | Erstveröffentlichung: 15. Juni 2018      |
| 2020 | Dropped Frames, Vol. 1 | — | — | — | — | — | Erstveröffentlichung: 10. Juli 2020      |
| 2020 | Dropped Frames, Vol. 2 | — | — | — | — | — | Erstveröffentlichung: 31. Juli 2020      |
| 2020 | Dropped Frames, Vol. 3 | — | — | — | — | — | Erstveröffentlichung: 18. September 2020 |

### Soundtracks
- 2012: The Raid: Redemption (Original Motion Picture Score & Soundtrack) (mit Joseph Trapanese)
- 2014: Mall (Music from the Motion Picture) (mit Dave Farrell, Joe Hahn, Chester Bennington & Alec Puro)

### Mixtapes
- 2006: Rock Phenomenon – Mashup-Mixtape, später als Remix-Album mit Roc Raida und DJ Vlad veröffentlicht
- 2010: MS Mixtape 1[5][6]
- 2010: MS Mixtape 2
- 2010: MS Mixtape 3
- 2010: MS Mixtape 4
- 2010: MS Mixtape 5
- 2010: MS Mixtape 6
- 2012: Mixtape 7 – Rap Rock Nu Metal

### EPs
- 2018: Post Traumatic EP
- 2018: Soundcheck Sessions: Live in Moscow

### Singles
| Jahr | Titel Album                        | Höchstplatzierung, Gesamtwochen, AuszeichnungChartplatzierungen (Jahr, Titel, Album, Platzierungen, Wochen, Auszeichnungen, Anmerkungen) | Höchstplatzierung, Gesamtwochen, AuszeichnungChartplatzierungen (Jahr, Titel, Album, Platzierungen, Wochen, Auszeichnungen, Anmerkungen) | Höchstplatzierung, Gesamtwochen, AuszeichnungChartplatzierungen (Jahr, Titel, Album, Platzierungen, Wochen, Auszeichnungen, Anmerkungen) | Höchstplatzierung, Gesamtwochen, AuszeichnungChartplatzierungen (Jahr, Titel, Album, Platzierungen, Wochen, Auszeichnungen, Anmerkungen) | Anmerkungen                                                                                                  |
| Jahr | Titel Album                        | DE | CH | UK | US | Anmerkungen                                                                                                  |
| ---- | ---------------------------------- | --- | --- | --- | --- | --- |
| 2002 | It’s Goin’ Down Built From Scratch | DE56 (7 Wo.)DE | CH69 (5 Wo.)CH | UK7 (9 Wo.)UK | US85 (11 Wo.)US | Erstveröffentlichung: März 2002 Verkäufe: 200.000; X-Ecutioners feat. Mike Shinoda & Mr. Hahn of Linkin Park |

Weitere Singles
- 2018: Crossing a Line
- 2018: Make It Up as I Go (feat. K.Flay)
- 2019: Prove You Wrong
- 2019: What the Words Meant
- 2019: fine
- 2020: Open Door
- 2023: Already Over

### Gastbeiträge
- 1998: Drop – Mike Shinoda & Joe Hahn (als Kenji & Artofficial of Xero); auf Rapology 13[7]
- 2004: Rock ’n’ Roll (Could Never Hip-Hop Like This) Part 2 – Handsome Boy Modeling School feat. Chester Bennington & Mike Shinoda; auf White People von Handsome Boy Modeling School
- 2004: Mike Calling to Say Hi (Skit) – KutMasta Kurt & Mike Shinoda; auf Redneck Olympics von KutMasta Kurt
- 2004: Standing in the Middle – Mike Shinoda & Motion Man; auf Linkin Park Underground 4.0 von Linkin Park
- 2007: Second to None – Styles of Beyond feat. Mike Shinoda; auf Transformers: The Album (Soundtrack) und Razor Tag von Styles of Beyond
- 2007: Hey You – Styles of Beyond feat. Mike Shinoda; auf Razor Tag von Styles of Beyond
- 2008: Barack Your World – Mark Wakefield & Mike Shinoda (als White Pegacorn); Promotionssong für Barack Obama
- 2009: Carry Me Away – Cypress Hill feat. Mike Shinoda; auf Rise Up von Cypress Hill
- 2012: NOC Out (Videospielmusik) – Ramin Djawadi & Mike Shinoda; auf Medal of Honor: Warfighter (Soundtrack)
- 2012: Saa’iq (Videospielmusik) – Ramin Djawadi & Mike Shinoda; auf Medal of Honor: Warfighter (Soundtrack)
- 2016: Like Riding a Bike – Hot Karl feat. Mike Shinoda, Intuition & Abnormal
- 2018: Waiting for Tomorrow – Martin Garrix & Pierce Fulton feat. Mike Shinoda

### Produktionen
- 2002: Opening – auf dem Remix-Album Reanimation von Linkin Park
- 2002: P5hng Me A*wy (Mike Shinoda feat. Stephen Richards) – Remix von Pushing Me Away von Linkin Park; auf dem Remix-Album Reanimation von Linkin Park
- 2002: Ntr\Mssion – auf dem Remix-Album Reanimation von Linkin Park
- 2002: By_Myslf (Josh Abraham & Mike Shinoda) – Remix von By Myself von Linkin Park; auf dem Remix-Album Reanimation von Linkin Park
- 2002: Krwlng (Mike Shinoda feat. Aaron Lewis) – Remix von Crawling von Linkin Park; auf dem Remix-Album Reanimation von Linkin Park
- 2005: Score bei den MTV Video Music Awards 2005
- 2007: What I’ve Done (Distorted Remix) – Remix von What I’ve Done von Linkin Park; auf der Tour Edition von Minutes to Midnight und B-Seite auf der Single Bleed It Out von Linkin Park
- 2008: L.O.A.T.R. – Remix von Leave Out All the Rest von Linkin Park; B-Seite auf der Single Leave Out All the Rest von Linkin Park
- 2009: Death to Analog (Mike Shinoda Remix) – Remix von Death to Analog von Julien-K; auf dem Remix-Album Death to Digital von Julien-K
- 2010: Gold Guns Girls (Mike Shinoda Remix) – Remix von Gold Guns Girls von Metric; auf der Kompilation Download to Donate for Haiti
- 2010: What I’ve Done (Mike Shinoda Remix) – Remix von What I’ve Done von Linkin Park; auf der EP Underground X – Demos von Linkin Park
- 2013: Castle of Glass (M. Shinoda Remix) – Remix von Castle of Glass von Linkin Park; auf dem Remix-Album Recharged von Linkin Park
- 2013: Victimized (M. Shinoda Remix) – Remix von Victimized von Linkin Park; auf dem Remix-Album Recharged von Linkin Park